# Apiocera excepta
Apiocera excepta är en tvåvingeart som beskrevs av Paramonov 1953. Apiocera excepta ingår i släktet Apiocera och familjen Apioceridae. Inga underarter finns listade i Catalogue of Life.